# Polystalactica elegantula
Polystalactica elegantula är en skalbaggsart som beskrevs av Conrad L. Schoch 1896. Polystalactica elegantula ingår i släktet Polystalactica och familjen Cetoniidae. Inga underarter finns listade i Catalogue of Life.